# LZ 9
Le LZ 9 est un zeppelin allemand construit en 1911. Il fut détruit sur le terrain de Metz-Frescaty le 14 août 1914, par l'un des premiers bombardements aériens de la Première Guerre mondiale.

## Contexte historique

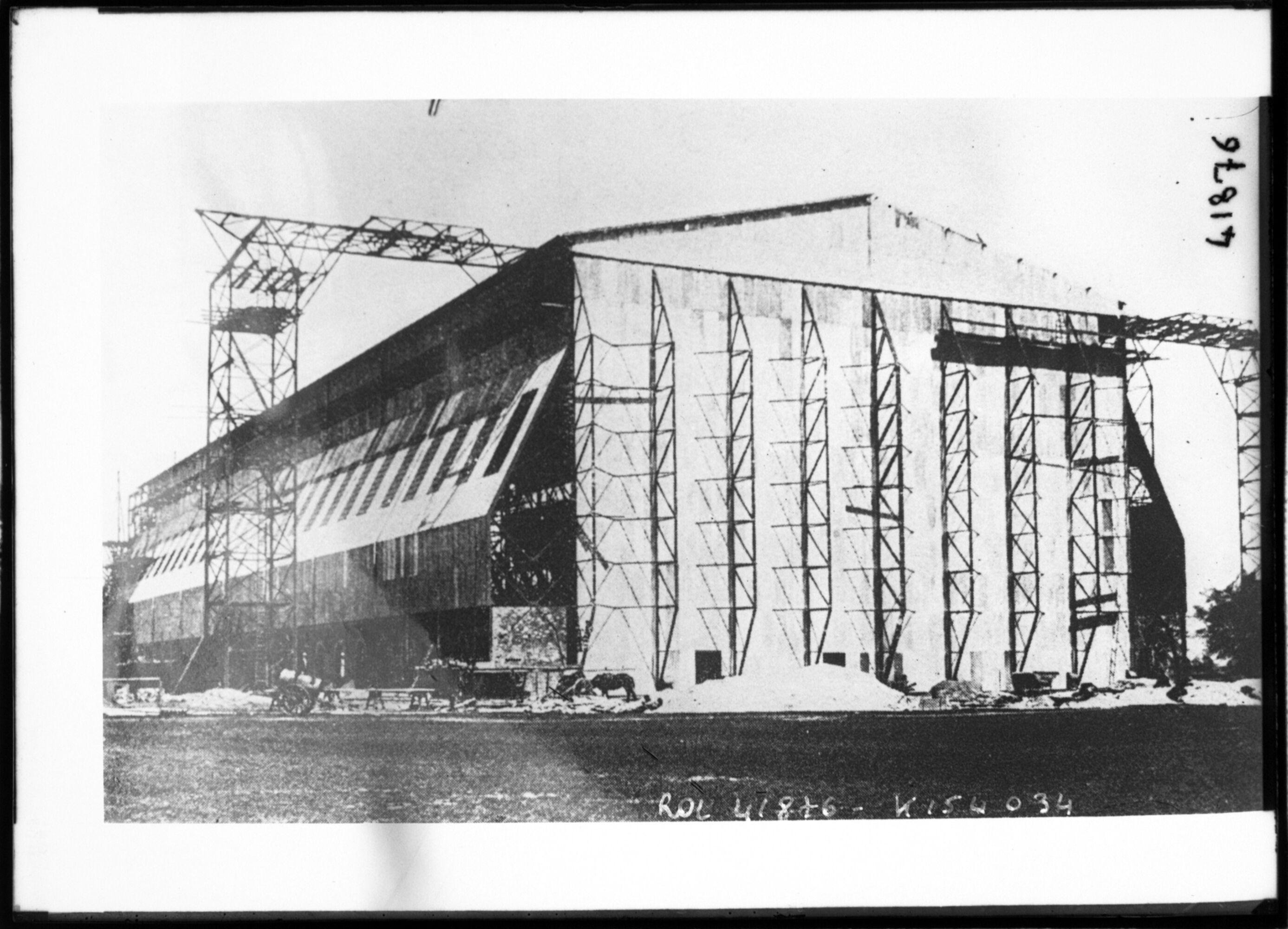
Hangar à dirigeables de Metz-Frescaty.

Les zeppelins sont utilisés comme bombardiers pendant la Première Guerre mondiale, mais ils ne montrent pas une grande efficacité. Au début du conflit, le commandement allemand a de grands espoirs pour l'aéronef, car il semble largement supérieur aux avions de l'époque. Les zeppelins sont un peu moins rapides, mais ils transportent plus d'armement, ont une plus grande charge utile de bombes et un rayon d'action et une résistance très supérieure. L'empire allemand possède alors la meilleure flotte de grands dirigeables, au 1er août 1914, composée de douze dirigeables militaires, dont neuf Zeppelins géants à structure rigide, utilisés essentiellement par la Luftstreitkräfte, et une douzaine de Zeppelins de la flotte civile en cours de militarisation. Mais ces avantages théoriques - technologique et stratégique - ne se traduisent pas dans les faits.

## Descriptif
Le LZ 9 est un aérostat de type dirigeable rigide, de fabrication allemande. C'est le comte Ferdinand von Zeppelin qui en supervise la construction en 1911. Conçu pour le fret et le transport de passager, le LZ 9 est modifié pour servir à la Heer. Il doit remplacer le LZ 5 - Z II. Le LZ 9, dont le nom opérationnel est Z II (Ersatz) peut atteindre 78 km/h. Long de 132 mètres, large de 14 mètres, il a un volume de 17 800 m3. 

## Vols
Le LZ 9 effectue son premier vol le 2 octobre 1911. Réformé le 1er août 1914, il est détruit sur le terrain de Metz-Frescaty le 14 août 1914, par l'un des premiers bombardements de la Grande guerre. Dès le mois d'août 1914, les aviateurs français, qui décollent de Nancy ou Verdun, attaquent le terrain de Metz-Frescaty. Le 14 août 1914, les hangars des dirigeables Ersatz Z. II et Z. III sont bombardés par l'un des premiers bombardements aériens de la guerre. Les hangars sont détruits par les flammes, emportant les deux zeppelins, tout juste réformés par la Heer.

## Sources
- Robinson, Douglas H., Giants in the Sky Henley-on Thames, Foulis, 1973.